# Lista över HV71:s utmärkelser
Detta är en lista över HV71:s utmärkelser och vinnare till utmärkelserna.

## Lagtroféer
| Pris           | Beskrivning     | Antal vinster | Säsonger                           |
| -------------- | --------------- | ------------- | ---------------------------------- |
| Le Mat-pokalen | Svenska mästare | 4             | 1994–95, 2003–04, 2007–08, 2009–10 |

### Individuella utmärkelser

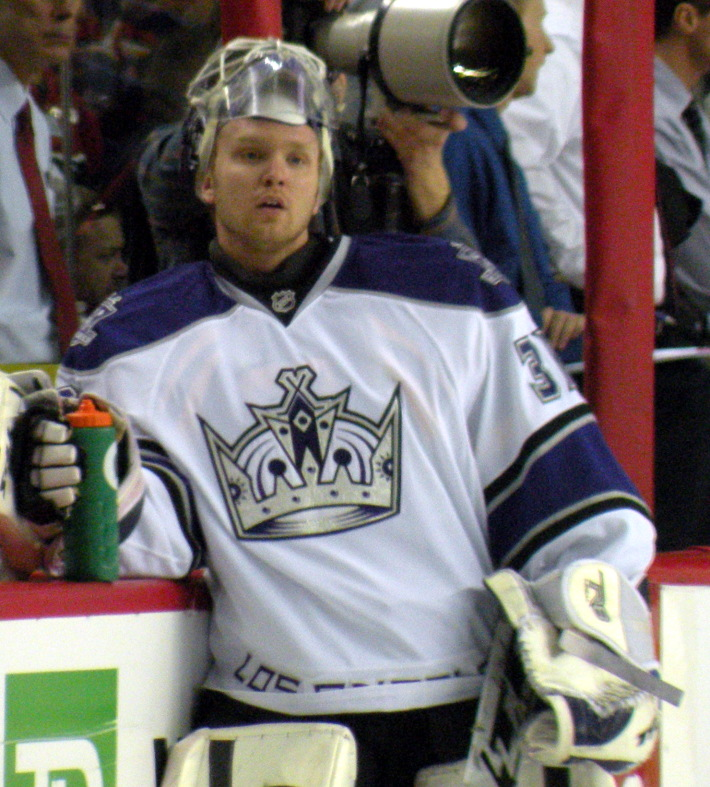
Erik Ersberg, här i Los Angeles Kings, vann Honkens trofé 2007

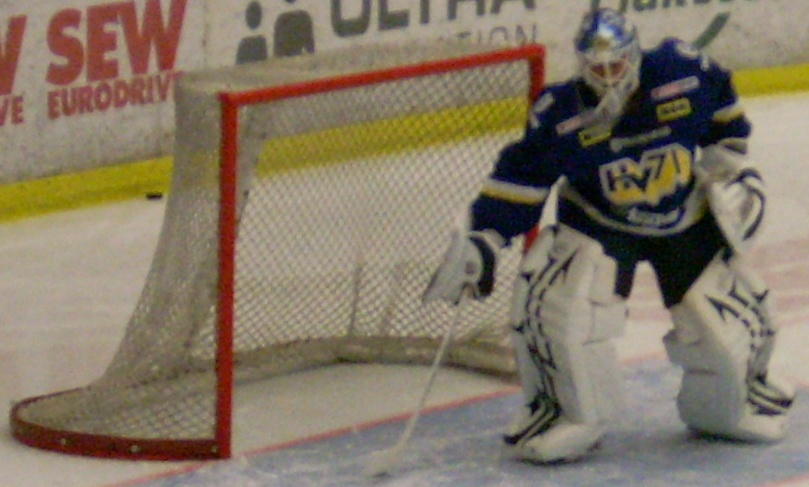
Stefan Liv var den förste som vann Honkens trofé 2002. 2008 fick han Guldpucken och blev uttagen till All-star 2008

| Utmärkelse                             | Beskrivning | Vinnare               | Säsong                                  |
| -------------------------------------- | --- | --------------------- | --------------------------------------- |
| Guldhjälmen                            | Tilldelas varje år till den värdefullaste spelaren i Elitserien, framröstad av spelarna själva                           | Kari Eloranta         | 1985–86                                 |
| Guldhjälmen                            | Tilldelas varje år till den värdefullaste spelaren i Elitserien, framröstad av spelarna själva                           | Esa Keskinen          | 1994–95                                 |
| Guldhjälmen                            | Tilldelas varje år till den värdefullaste spelaren i Elitserien, framröstad av spelarna själva                           | Andreas Karlsson      | 2005–06                                 |
| Guldhjälmen                            | Tilldelas varje år till den värdefullaste spelaren i Elitserien, framröstad av spelarna själva                           | Johan Davidsson       | 2008–09                                 |
| Guldpucken                             | Tilldelas varje år den främste spelaren i Elitserien och landslaget. Delas ut av Expressen och Svenska ishockeyförbundet | Ulf Dahlén            | 1997–98                                 |
| Guldpucken                             | Tilldelas varje år den främste spelaren i Elitserien och landslaget. Delas ut av Expressen och Svenska ishockeyförbundet | Johan Davidsson       | 2003–04                                 |
| Guldpucken                             | Tilldelas varje år den främste spelaren i Elitserien och landslaget. Delas ut av Expressen och Svenska ishockeyförbundet | Stefan Liv            | 2007–08                                 |
| Guldskridskon                          | Bäste svenske spelare i VM eller OS                                                                                      | Fredrik Stillman      | 1994–95                                 |
| Honkens trofé                          | Delas ut till årets målvakt i svensk ishockey                                                                            | Stefan Liv            | 2001–02                                 |
| Honkens trofé                          | Delas ut till årets målvakt i svensk ishockey                                                                            | Erik Ersberg          | 2006–07                                 |
| Håkan Loob Trophy                      | Tilldelas främste målskytt under den reguljära säsongen                                                                  | Andreas Karlsson      | 2005–06                                 |
| Rinkens riddare                        | Tilldelas årets gentleman inom svensk ishockey                                                                           | Johan Davidsson       | 2002–03 2003–04 2004–05                 |
| Slutspelets mest värdefullaste spelare | Tilldelas SM-slutspelets mest värdefullaste spelare, instiftat sedan säsongen 2009/2010                                  | Johan Davidsson       | 2009–10                                 |
| Årets Coach                            | Tilldelas varje år till årets tränare. Delas ut av hockeyjournalisternas kamratförening                                  | Sune Bergman          | 1994–95                                 |
| Årets Coach                            | Tilldelas varje år till årets tränare. Delas ut av hockeyjournalisternas kamratförening                                  | Pär Mårts             | 2003–04                                 |
| Årets Coach                            | Tilldelas varje år till årets tränare. Delas ut av hockeyjournalisternas kamratförening                                  | Kent Johansson        | 2007–08                                 |
| Årets gentleman                        | Tilldelas årets gentleman i svensk ishockey enligt elitseriens domare                                                    | Johan Davidsson       | 2002–03 2003–04                         |
| Årets rookie                           | Årets nykomling | Peter Madach          | 1979–80                                 |
| Elitserien i ishockeys All star-lag    | Elitseriens främsta spelare framröstade till ett lag av ishockeyjournalister                                             | Fredrik Stillman (B)  | 1992–93                                 |
| Elitserien i ishockeys All star-lag    | Elitseriens främsta spelare framröstade till ett lag av ishockeyjournalister                                             | Boo Ahl (M)           | 1995–96                                 |
| Elitserien i ishockeys All star-lag    | Elitseriens främsta spelare framröstade till ett lag av ishockeyjournalister                                             | Per Gustafsson (B)    | 1995–96 2003–04                         |
| Elitserien i ishockeys All star-lag    | Elitseriens främsta spelare framröstade till ett lag av ishockeyjournalister                                             | Ulf Dahlén (HY)       | 1997–98                                 |
| Elitserien i ishockeys All star-lag    | Elitseriens främsta spelare framröstade till ett lag av ishockeyjournalister                                             | Johan Davidsson (C)   | 2002–03 2003–04 2006–07 2007–08 2009–10 |
| Elitserien i ishockeys All star-lag    | Elitseriens främsta spelare framröstade till ett lag av ishockeyjournalister                                             | Andreas Karlsson (VY) | 2005–06                                 |
| Elitserien i ishockeys All star-lag    | Elitseriens främsta spelare framröstade till ett lag av ishockeyjournalister                                             | Johan Åkerman (B)     | 2006–07 2007–08                         |
| Elitserien i ishockeys All star-lag    | Elitseriens främsta spelare framröstade till ett lag av ishockeyjournalister                                             | Stefan Liv (M)        | 2007–08                                 |
| Elitserien i ishockeys All star-lag    | Elitseriens främsta spelare framröstade till ett lag av ishockeyjournalister                                             | David Petrasek (B)    | 2009–10                                 |

### Uttagna till All-star
Följande är en lista över HV71 spelare som blivit uttagna till All-star lag.
| År   | Spelare                                            |
| ---- | -------------------------------------------------- |
| 2010 | Johan Davidsson (5), David Petrasek                |
| 2008 | Johan Davidsson (4), Stefan Liv, Johan Åkerman (2) |
| 2007 | Johan Davidsson (3), Johan Åkerman                 |
| 2006 | Andreas Karlsson                                   |
| 2004 | Johan Davidsson (2), Per Gustafsson (2)            |
| 2003 | Johan Davidsson                                    |
| 1998 | Ulf Dahlén                                         |
| 1996 | Boo Ahl, Per Gustafsson                            |
| 1993 | Fredrik Stillman                                   |

## Karriärresultat

### IIHF Hall of Fame
Följande är en lista över HV71 spelare som blivit invalda i IIHF Hall of Fame.
| Individ                 | Kategori | År   | År med HV71 |
| ----------------------- | -------- | ---- | ----------- |
| Pekka Marjamäki         | Spelare  | 1998 | 1978–1981   |
| Leif "Honken" Holmqvist | Spelare  | 1999 | 1976–1978   |

### Tröjor i taket

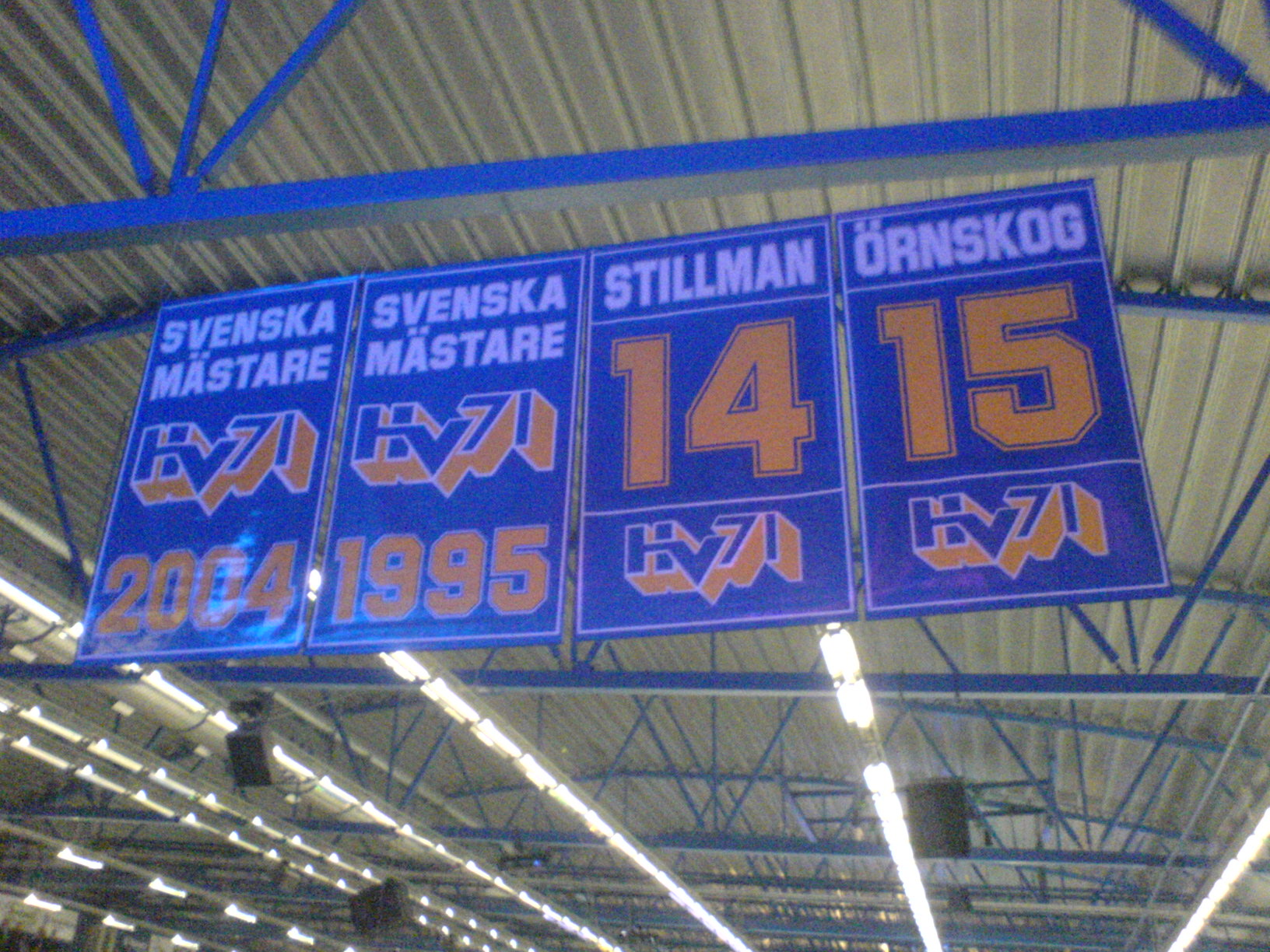
Stillmans # 14 och Örnskogs # 15 hänger i taket i Kinnarps Arena sedan 26 december 2001

| Nummer | Spelare          | Datum             | År med HV71                     |
| ------ | ---------------- | ----------------- | ------------------------------- |
| 7      | Per Gustafsson   | 18 september 2010 | 1988–1996, 1999–2010            |
| 14     | Fredrik Stillman | 26 december 2001  | 1983–1995, 1996–1999, 2000–2001 |
| 15     | Stefan Örnskog   | 26 december 2001  | 1987–1998, 1999–2001            |